# Complex hidroelèctric de l'alta vall de Cardós
El complex hidroelèctric de la Noguera de Cardós està format per un conjunt de tres centrals hidroelèctriques ubicades a la vall de Cardós, al nord del Pallars Sobirà. Les centrals foren construïdes entre els anys 60 i 70 del segle XX per l'empresa Copisa, filial de Fecsa.
El complex està format per les central hidroelèctriques de Tavascan Superior, Tavascan Inferior, posades en funcionament el 1971, i Montamara, inaugurada el 1974. Les centrals formen una cadena de salts hidroelèctrics al llarg de la vall de Cardós. L'última baula de la cadena és la central hidroelèctrica de Llavorsí.
La de Montamara és una central hidroelèctrica reversible, i fou la primera d'aquestes característiques de Catalunya. Durant el dia les centrals de Tavascan Superior i Inferior turbinen aigua produint energia, i l'aigua es guarda a l'embassament de Tavascan. De nit, si l'energia produïda per les centrals nuclears i tèrmiques no troba demanda, s'aprofita per la central de Montamara per bombejar aigua des de l'embassament de Tavascan cap a una cota superior, la qual cosa permet que sigui posteriorment aprofitada de dia per tornar a ser turbinada.
El complex és molt sensible a les aportacions d'aigua, molt variables durant l’any. Per aquest motiu, els embassaments són de gestió setmanal. El bombeig associat està, per tant, molt condicionat pel règim d’aportacions als embassaments.
El funcionament de les centrals està totalment automatitzat i teledirigit des de la central de comandament d'Endesa a la ciutat de Lleida.

## Concessions hidroelèctriques
La central fou promoguda per FECSA. En el mes de juny de 1956 es publicava al Butlletí Oficial de la província de Lleida la sol·licitud de l'empresa per obtenir la concessió de diversos aprofitaments hidroelèctrics a la zona: incloïa dos a Tavascan i dos a Llavorsí. En aquesta sol·licitud ja es preveia la construcció de la central reversible de Certascan, per aprofitar l’aigua turbinada procedent de la central de Tavescan i l'estany de Romedo de Baix i elevar-la a l'estany de Certascan.
En el mes de mag de 1960 es publicà en el Butlletí Oficial de l'Estat l'autorització per a la construcció dels dos salts que conformaven les centrals elèctriques de Tavascan. Prèviament, el 1959, s'havia autoritzat la construcció de les dues de Llavorsí.
L'any 1959 Fecsa va constituí de la societat Constructora Pirenaica, S.A. (Copisa), la qual s'encarregaria de la construcció de les centrals de la vall de Cardós.

## Construcció

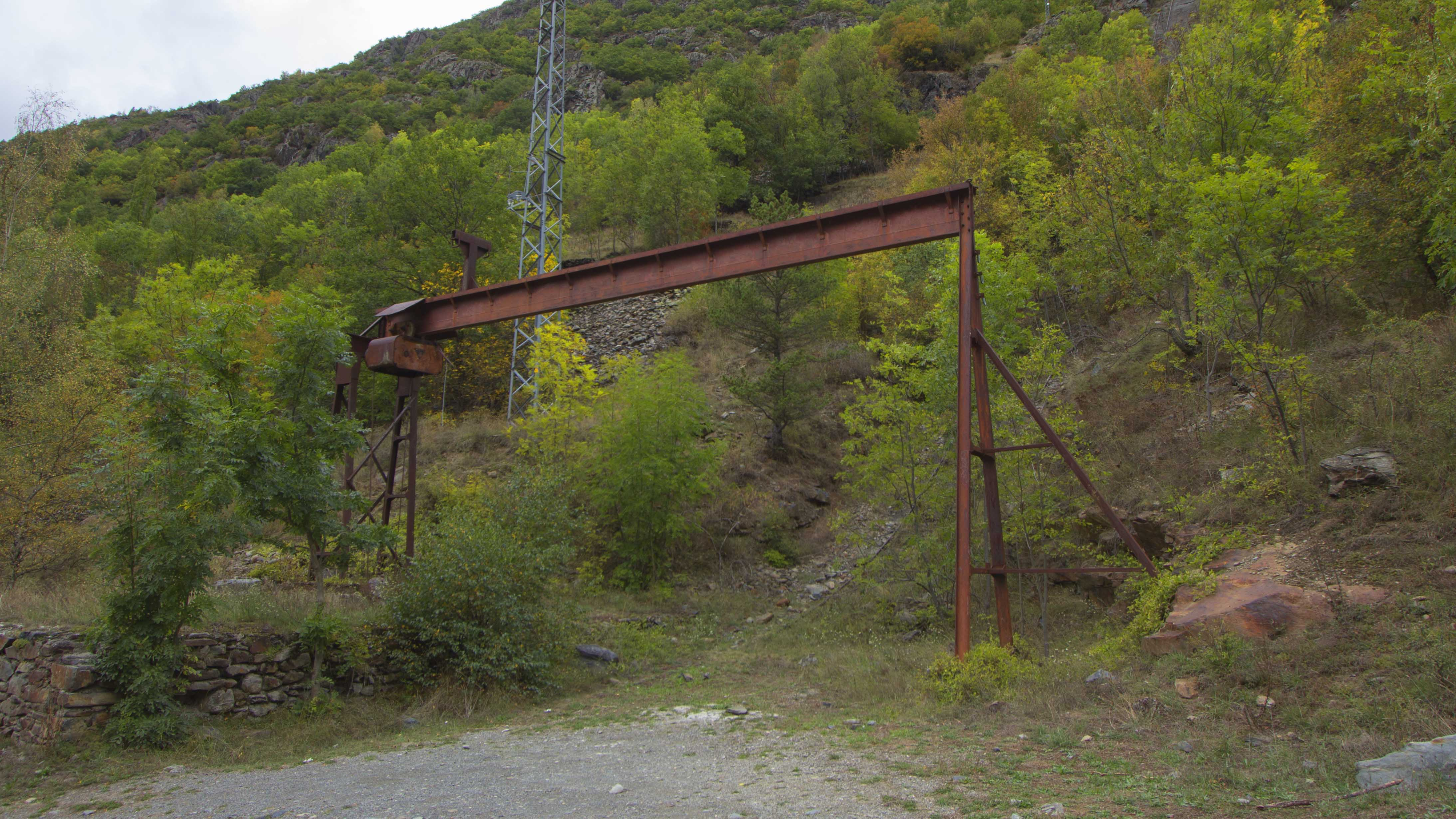
Restes del peu del funicular de Gueron

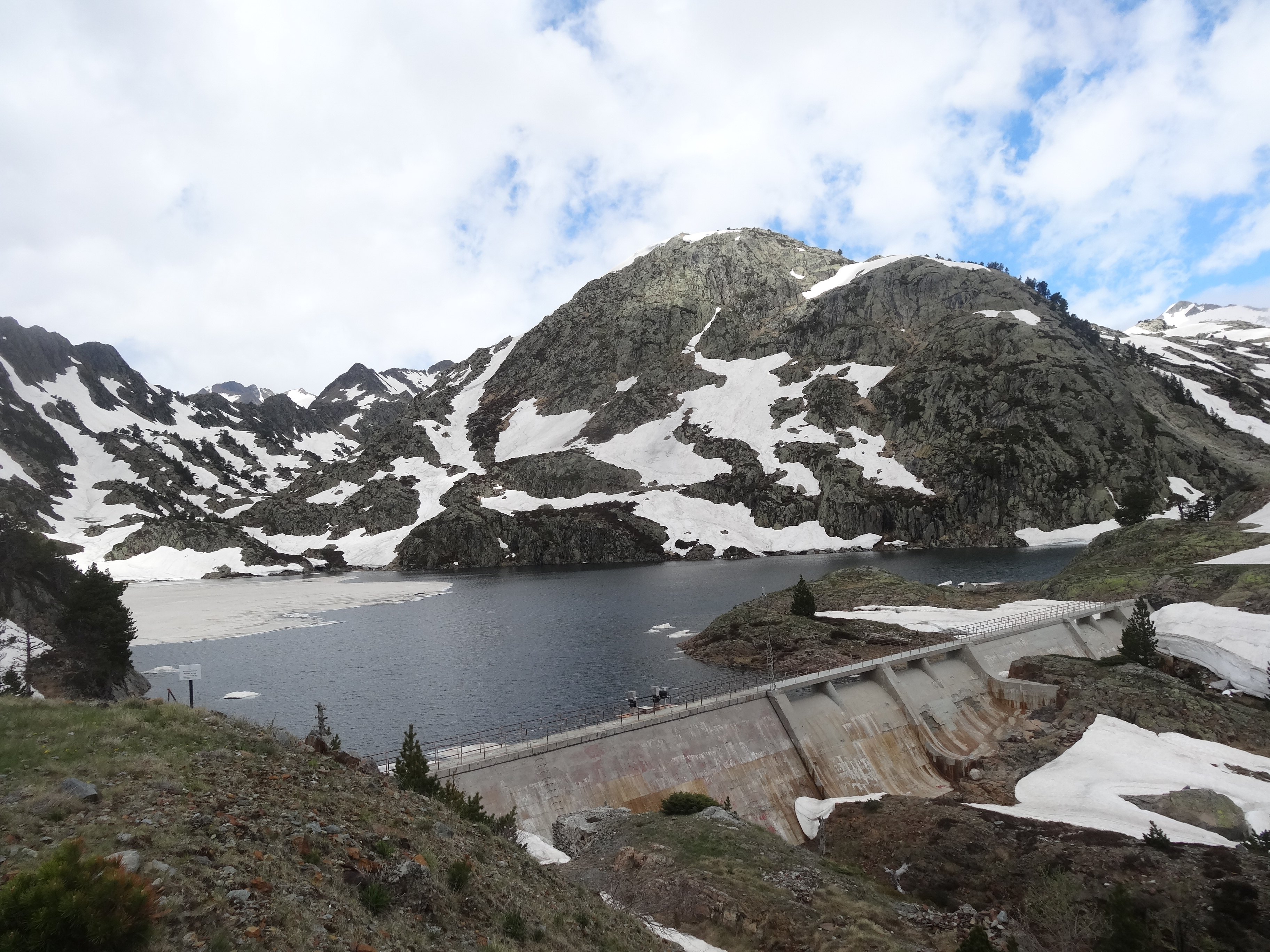
Presa de l'estany de Romedo de Baix

Segons les condicions de l'autorització per a la construcció de les centrals, el termini de construcció era de 24 mesos. L'autorització es va publicar el 1960, i les centrals no es posaren en funcionament fins al mes de novembre de 1971 (Tavascan Superior i Inferior) i 1974 (Montamara). Les tres centrals es van construir de forma concurrent, juntament a la central hidroelèctrica de Llavorsí.
La construcció de les centrals va requerir l'ús de treballadors de Galícia, Andalusia i Múrcia. El nombre màxim de treballadors ocupats va ser de 2.667 a l'any 1965. En el període entre 1958 i 1975 el nombre mig va ser de 1.512 persones. A la vall de Cardós hi va arribar a haver 12 o 14 campaments de on s'allotjaven els treballadors. La duresa de la feina i de la climatologia provocà una alta rotació de personal, fins al punt que van passar més de 30.000 persones al llarg del període de construcció.

### Vies de comunicació
Previ a la construcció de les centrals del complex hidroelèctric de l'alta vall de Cardós i de la central hidroelèctrica de Llavorsí, no existien camins asfaltats a la vall de Cardós. També s'hagueren de construir vies noves per poder accedir a la vall de Tavascan, per construir el pantà de Graus.

### Construcció del complex
Per a la construcció de les galeries subterrànies en primer lloc es perforaven unes galeries de servei, anomenades “ventanas”, perpendiculars al túnel projectat, a traves de les quals s'introduïen els elements necessaris per a la perforació i condicionament de túnel, com són vies, vagonetes i formigoneres mòbils, i també per a l'extracció de la runa generada. Aquest sistema permetia treballar de forma concurrent des dels dos extrems d'un tram comprès entre dues “ventanas”. Totes les galeries estaven dotades de bombes d'extracció d'aigua, tubs de ventilació forçada i circuits elèctrics.
Les dues turbines de la central de Tavascan Superior i la de Tavascan Inferior estan allotjades en una caverna de grans dimensions. Per accedir a elles es van construir dues galeries d'accés de cinc cents metres de longitud, les quals es van obrir amb dinamita i compressors de mà. La dimensió de la secció de la galeria principal és de cinc per set metres, amb la fi de permetre el trànsit dels grans components. Amb el mateix objectiu, al sostre de la caverna s'hi va instal·lar un pont grua.
Per accedir al punt que constituïa la fi del canal de Romedo i la capçalera del Salt de Gueron es va construir un funicular, anomenat funicular de Gueron. Va permetre el transport de persones, materials, canonades i altres materials salvant un desnivell de 900 metres. La seva longitud era de 1.534 metres, i la càrrega màxima era de 10.000 kilograms. La base del funicular es trobava a una altitud de 1.150 metres, al peu de la pista forestal existent entre el poble de Tavascan i la presa de Montalto. Actualment està en desús, però la ferralla de les seves restes encara es troba al seu lloc original.
Per a la construcció del complex es consumiren més de 1.500 tones de goma-2, 210.000 quilograms de dinamita negra i 23.700 quilograms d'amonita.
La construcció de les centrals va significar uns transformació important de les valls, perquè va permetre la regulació del cabal dels rius, l'establiment d'una xarxa de carreteres, telefonia i electricitat, així com la generació d'una activitat econòmica derivada en forma d'establiments d'hoteleria, restauració i serveis.

## Central hidroelèctrica de Tavascan Superior

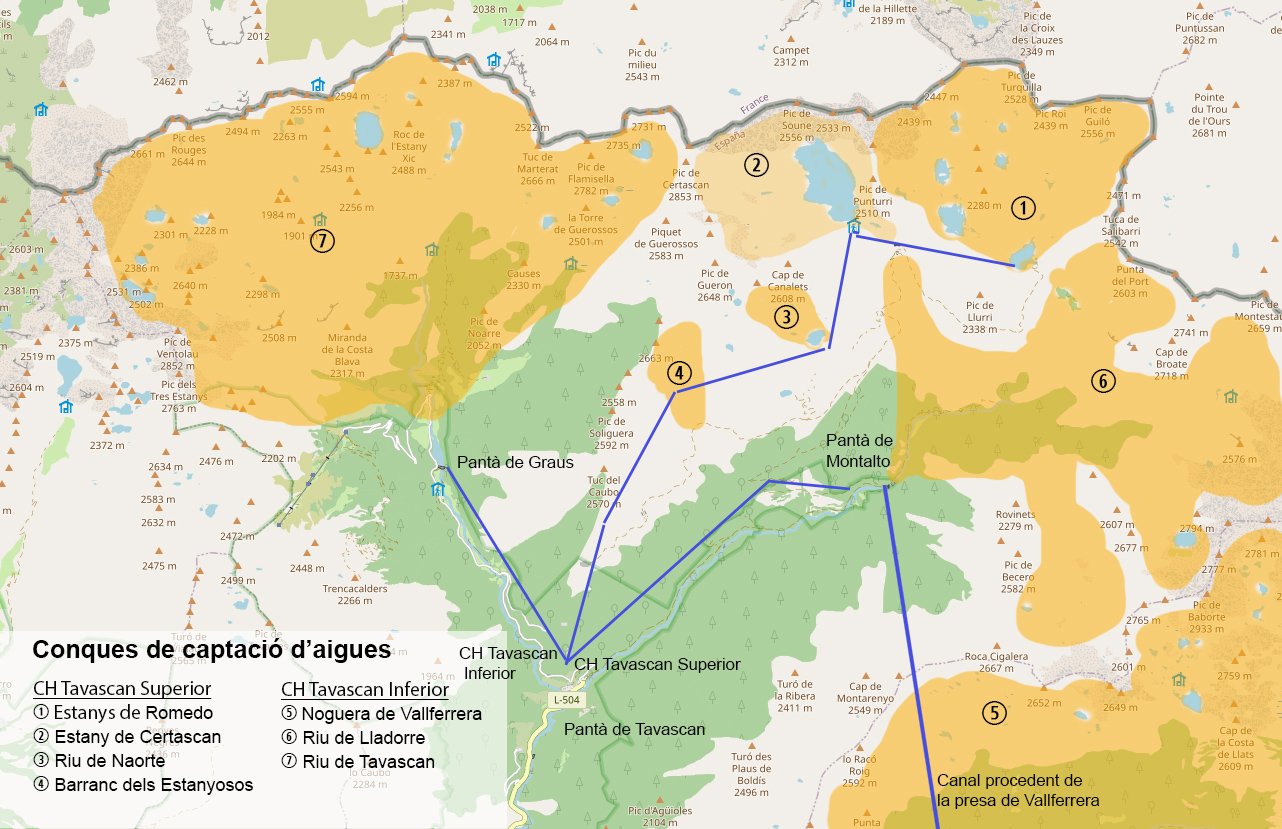
Conques de captació d'aigua

Entrada galeria del canal de Romedo

### Conques de captació d'aigua
La central de Tavascan Superior recull l'aigua de les conques hidrogràfiques d'un conjunt d'estanys situats a la capçalera superior de la vall de Cardós així com de la capçalera de la veïna Vall Ferrera a través d'una canalització que travessa la serra de Montarenyo. De la vall de Cardós, la conca amb més capacitat és la de l'estany de Romedo de Baix. A l'estany aflueix l'aigua de dues cadenes paral·leles d’estanys, separades per la serra de Senó. La cadena occidental està formada per l'estany de Colatx, situat a 2.205 metres d'altitud, l'estany de Senó, a 2.125 metres i l'estany de Romedo de Dalt, a 2.108 metres, mentre que a la cadena oriental pertanyen els estanys de Guiló, que desaigüen al Romedo de Baix mitjançant el riu de Guiló.
A l'estany de Romedo de Baix s'inicia el canal de Romedo, una canalització soterrada de 8.690 metres de longitud, que després de captar aigua del propi estany de Romedo de Baix, del barranc procedent de l'estany de Certascan, del riu de Naorte i del barranc dels Estanyosos, la portarà fins a la capçalera del salt de Gueron, situada a 1.952 metres d'altitud.

### Salt de Gueron
El final del canal de Romedo es troba als 1.952 metres d'altitud, als peus del Pic de Gueron, a la serra de Montamara. Allà s'inicia la canonada forçada de descens cap a les turbines de Tavascan Superior, que es troben a 1.054 metres d'altitud. La longitud de la canonada forçada és de 1.433 metres i un diàmetre inicial de 2,1 metres, que es va reduint fins als 1,78 metres. El salt net és de 882 metres.
Al final del canal de Romedo es va instal·lar una vàlvula de regulació, la qual cosa va fer necessària la construcció d'una xemeneia d'equilibri per evitar l'efecte del cop d'ariet en cas de produir-se un tancament sobtat de la vàlvula.

### Generació
La central està equipada amb dues turbines Pelton d'eix vertical, construïdes per l'empresa Neyrpic Española, S.A. en els seus tallers de Barcelona. Són turbines adients per instal·lacions de molta pressió i poc cabal. Cadascuna admet un cabal màxim de 7 metres cúbics per segon. Cada turbina està connectada a un alternador síncron trifàsic, els quals produeixen 69.700 kVA. La potència instal·lada de cada grup és de 57 MW, i la tensió de generació és de 11 kV.
La caverna que allotja els dos grups de Tavascan Superior té una superfície de 50 per 15 metres, amb una alçada de més de 30 metres; el seu volum és superior als 30.000 metres cúbics. La caverna està situada 500 metres dintre de la muntanya, i s'hi accedeix a través una galeria la sortida la qual es troba al poble de Tavascan.
El canal de desguàs de les turbines té una longitud de 970, i envia l'aigua a l'embassament de Tavascan, d'on pot ser bombejada per la central de Montamara o bé descarregada aigües avall.

## Central hidroelèctrica de Tavascan Inferior

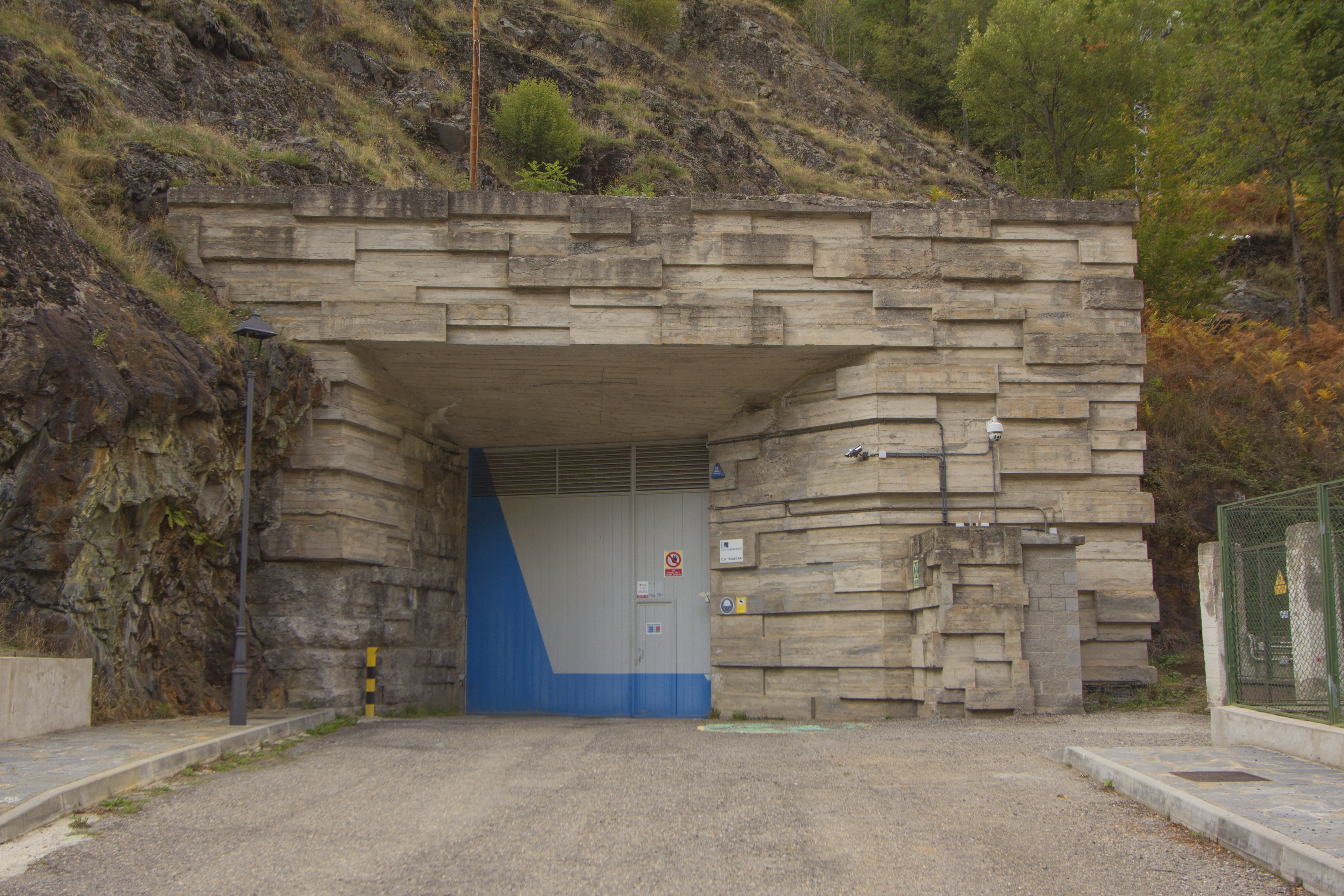
Porta d'accés a les centrals de Tavascan Superior i Inferior

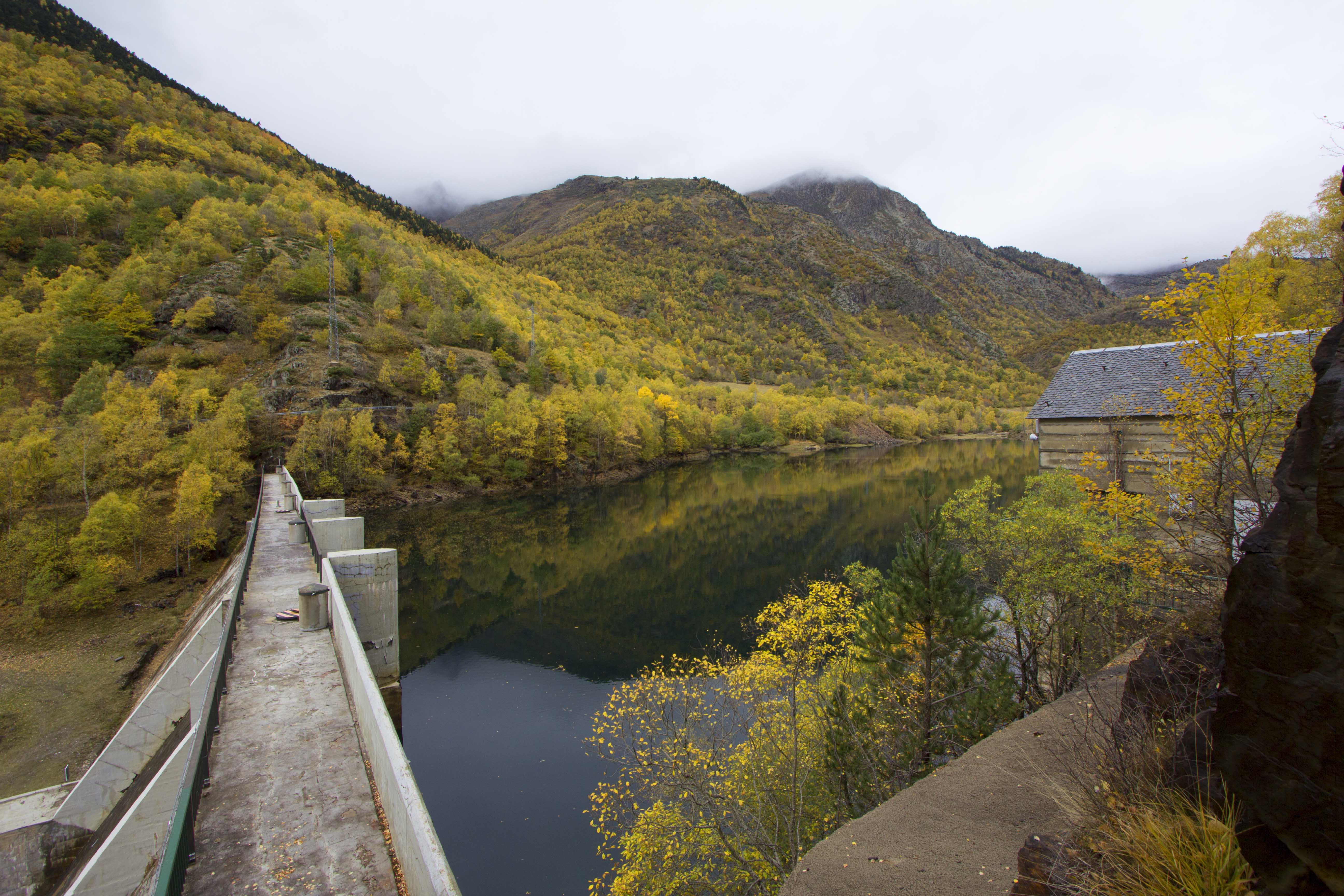
Presa i pantà de Graus

### Conques de captació d'aigua
La superfície total de la conques que alimenten la central de Tavascan Inferior es de 125 quilòmetres quadrats. Inclou les següets àrees:
- Conca alta de la Noguera de Vallferrera, drenada pel barrancs de Torn, la Llaguna, Baborte, Sotllo, Areste, Arcalís i Aixeus, l'aigua dels quals passa per l'assut de la Presa de Vallferrera, situada a 1.469 metres d'altitud. L'aigua es desviada cap a l'embassament creat per la presa de Montalto a través d'una canalització subterrània de 5.617 metres de longitud i un cabal de 5,2 metres cúbics per segon que travessa la serra de Montarenyo.[10]
- Conca alta del riu de Lladorre, drenada pels rius de Certascan, Romedo, Broate i de Sellente, i del barranc de Selves, que duen l'aigua fins l'assut de la Presa de Montalto, situada a 1.380 metres d'altitud. Un canal de derivació de 7.710 metres de longitud i un cabal de 7 metres cúbics per segon porta l'aigua acumulada de les dues conques des de Montalto fins a la canonada forçada de la central hidroelèctrica de Tavascan Inferior.
- Conca alta del riu de Tavascan, drenada pel Torrent de Mascaró i els rius de Tavascan i Noarre. L'aigua s'embassa al Pantà de Graus, situat a 1.358 metres d'altitud.

### Salt
Del pantà de Graus surt una galeria de 2.725 metres de longitud que porta l'aigua fins al Salt de Tavascan Inferior. El salt té un desnivell de 247 metres, i la canonada forçada una longitud de 417 metres, amb un diàmetre mig de 2,05 metres.

### Generació
La central està equipada amb una turbina Francis d'eix vertical, construïdes per l'empresa Neyrpic Española, S.A. en els seus tallers de Barcelona. Admet un cabal màxim de 14 metres cúbics per segon. La turbina està connectada a un alternador síncron trifàsic, el qual produeix 38.500 kVA de potència nominal. La potència instal·lada és de 31 MW, i la tensió de generació és de 11 kV.
La caverna que allotja el grup de Tavascan Inferior és la mateixa on estan instal·lats els dos grups de Tavascan Superior.

## Central hidroelèctrica de Montamara

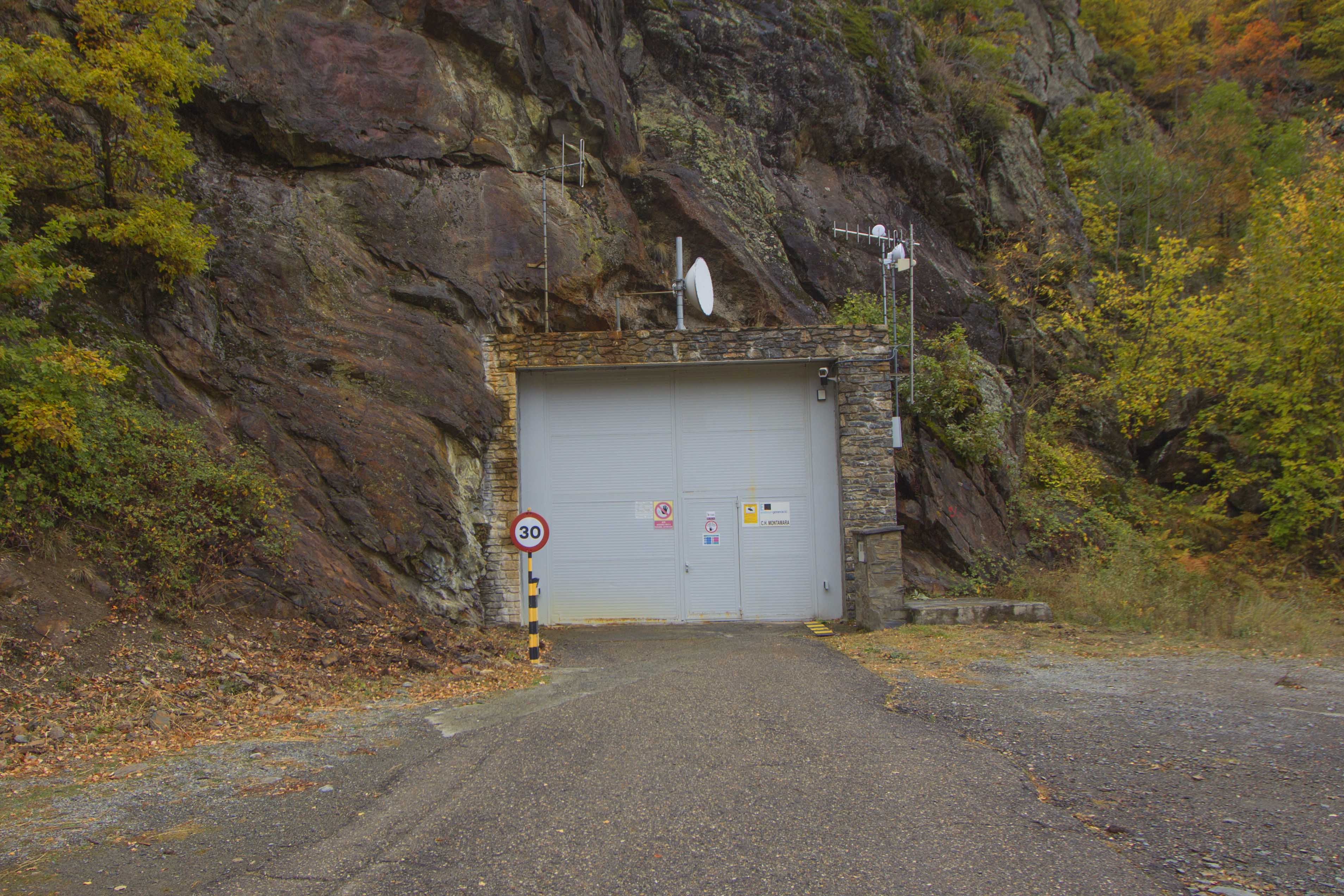
Porta d'accés a la central de Montamara

Montamara és una central hidroelèctrica reversible. La central es troba dintre d'una caverna artificial, a la qual s'hi accedeix des d'una entrada situada a la vall del riu de Tavascan, prop de les Bordes d'Esposi. La central pot turbinar aigua per produir energia elèctrica i pot bombejar aigua per que aquesta sigui turbinada de nou. De dia la central de Montamara pot produir energia turbinant aigua procedent de l'estany de Romedo de Baix i l'envia al pantà de Graus. En aquest cas, les centrals de Tavascan no poden treballar, perquè compateixen canonada forçada amb la de Montamara. De nit, aprofitant l'energia sobrant de les centrals nuclears i tèrmiques, la central de Montamara bombeja aigua de la pantà de Graus cap a estany de Romedo de Baix. En aquest cas, les centrals de Tavascan tampoc poden treballar.

### Salt
La canonada forçada per enviar aigua des de l'estany de Romedo de Baix fins a la central de Montamara i viceversa és la mateixa que s'utilitza per enviar-la a la central de Tavascan Superior, amb la particularitat quan Montamara treballa com a turbina l'aigua procedent de estany de Romedo de Baix és desviada a mig camí cap a la central de Montamara. El salt té un desnivell de 630 metres. Un cop turbinada, es transportada per un canal cap al pantà de Graus.

### Generació i Bombeig
La central està equipada amb una turbina Pelton d'eix vertical, construïdes per l'empresa Escher Wyss & Cie. Admet un cabal màxim de 8 metres cúbics per segon. La turbina està connectada a un alternador síncron trifàsic. La potència instal·lada del grup és de 45,2 MW, i la tensió de generació és de 11 kV.
Actuant com a bomba, el cabal màxim és de 6,5 metres cúbics per segons. L'aigua fa el recorregut invers, des del pantà de Graus fins a l'estany de Romedo de Baix.

## Transformació i Transport
La energia elèctrica te una tensió de sortida de 11 KV, i previ al seu transport, es transforma a 220 KV. Els transformadors es troben dintre d'una caverna auxiliar, annexa a la que es troben els grups de les centrals de Tavascan Superior i Inferior. La caverna té unes dimensions de 42 per 9 metres, amb una alçada de 14 metres i un volum de 8.000 metres cúbics.
L'energia elèctrica produïda al complex és transportada a una tensió de 220 KV per una la línia de transport de 16 quilòmetres de longitud, amb origen a la central hidroelèctrica de Tavascan i finalització a la subestació elèctrica de Llavorsí.

## Resum característiques i producció
|                               | Central Tavascan Superior           | Central Tavascan Inferior  | Central Montamara (producció) |
| Any posada en marxa           | 1971                                | 1971                       | 1974                          |
| Construïda per                | Copisa                              | Copisa                     | Copisa                        |
| Operada per                   | Endesa                              | Endesa                     | Endesa                        |
| Salt                          |                                     |                            |                               |
| Altitud                       | 1.952 metres                        | 1.478 metres               | 1.952 metres                  |
| Desnivell                     | 882 metres                          | 417 metres                 | 636 metres                    |
| Longitud canonada forçada     | 1.433 metres                        | 1.053 metres               |                               |
| Diàmetre mig canonada         | 1,78 metres                         | 2,05 metres                |                               |
| Cabal d'aigua nominal         | 14 metres cúbics/segon              | 14 metres cúbics/segon     | 8 metres cúbics/segon         |
| Sala de màquines              |                                     |                            |                               |
| Altitud                       | 1.161,60 metres                     | 1.161,60 metres            | 1.338 metres                  |
| Nombre de grups               | 2                                   | 1                          | 2                             |
| Turbines per grup             | 2 turbines Pelton d'eix horitzontal | 1 turbina Francis vertical | 2 turbines Francis vertical   |
| Potencia instal·lada per grup | 56,7 MW                             | 31 MW                      | 45.2 MW                       |
| Potència instal·lada total    | 113,52 MW                           | 31 MW                      | 90,4 MW                       |
| Producció mitja total anual   | 83,7 GWh                            | 67 GWh                     | 28,2 GWh                      |